# 진베이

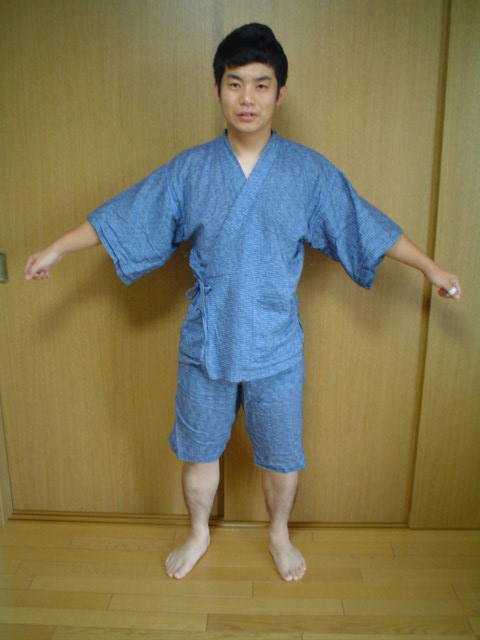
진베이를 입은 남자

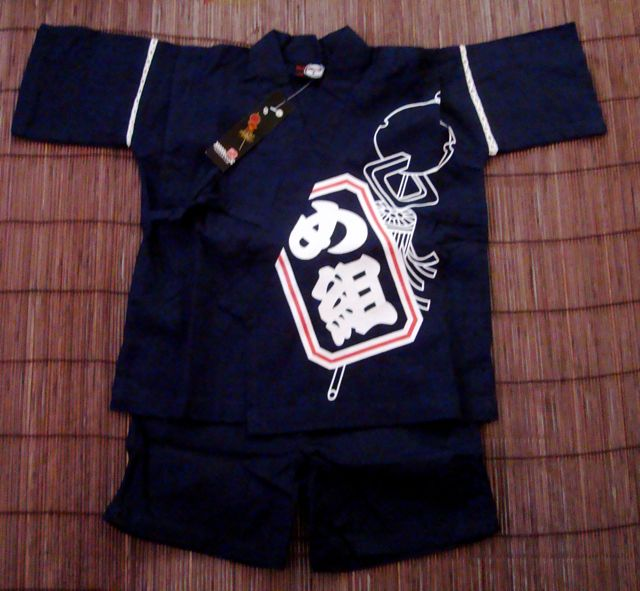
소년 스타일의 진베이

진베이(甚平), 때로는 힙파리라고 불리는 이 옷은 일본의 전통적인 의상이다. 일반적으로, 잠옷으로 사용하며 때로는 유카타를 대신하여 마츠리에 입고 가기도 한다.